# Internationales Sachsenhausen-Komitee
Das Internationale Sachsenhausen-Komitee (ISK) ist ein Zusammenschluss der ehemaligen Häftlinge des KZ Sachsenhausen und seiner Außenlager. Die Häftlinge sind in Landesverbänden/Amicales organisiert.
2006 gehörten zum ISK Mitglieder aus den Ländern Belgien, Belarus, Dänemark, Deutschland, Frankreich, Großbritannien, Israel, Italien, Kasachstan, Luxemburg, Niederlande, Norwegen, Österreich, Polen, Russland, Tschechien, Ukraine, Ungarn und USA.
Das ISK hat ein Präsidium, bestehend aus Präsident, Generalsekretär, Schatzmeister, Vizepräsidenten und Revisionskommission. Es organisiert und koordiniert die internationale Arbeit der nationalen Häftlingsvertretungen der ehemaligen Häftlinge des KZ Sachsenhausen.
Die Vizepräsidenten sind laut Satzung der Vorsitzende des jeweiligen Landesverbandes oder ein vom Landesverband benannter Vertreter. Das ISK ist als Verein in Paris registriert. Nach langen Jahren bi- und multilateraler Zusammenarbeit wurde es am 17. Oktober 1974 in Berlin gegründet. Gründungsmitglieder waren die Ländervertretungen aus Belgien, DDR, BRD, Dänemark, Frankreich, Luxemburg, Niederlande, Norwegen, Österreich, Polen, Ungarn, Tschechoslowakei, Sowjetunion und Jugoslawien. Der 1. Präsident und bis 2001 im Amt war der Franzose Charles Désirat. In der Zeit von 2001 bis zu seinem Tod 2005 war er Ehrenpräsident. Alle Landesverbände/Amicales sind autark. Präsidiert wurde das ISK bis zu seinem Tod am 20. Dezember 2009 von Pierre Gouffault (Frankreich), Überlebender des KZ-Sachsenhausen und des Außenlagers Klinkerwerk Oranienburg. Seit April 2008 ist Sonja Reichert (Luxemburg) Generalsekretärin des ISK. Am 15. April 2010 wählten die Vizepräsidenten des ISK Roger Bordage (Paris) zum neuen Vorsitzenden des Internationalen Komitees. Dieser verstarb am 5. August 2017 nach schwerer Krankheit mit 92 Jahren.
Die Mitgliedschaft in den Landesverbänden/Amicales richtet sich nach den jeweiligen nationalen Statuten. Für die Mitgliedschaft in den Landesverbänden und dem ISK sind weltanschauliche, religiöse und andere Einstellungen und Handlungen, sowie die Herkunft unerheblich, soweit sie mit den nachgenannten Aufgabenstellungen übereinstimmen. 
Das ISK hat sich die Aufgabe gestellt, 
- den historischen Erhalt der Spuren und Gedenkstätten des Konzentrationslagers Sachsenhausen und seiner Kommandos sicherzustellen;
- die Erinnerung an alle Verstorbenen weiterzutragen;
- die moralischen und materiellen Rechte der Überlebenden und der Familien der Opfer zu verteidigen.

Programmatisch für die Arbeit des ISK ist das am 22. April 2006 unterzeichnete „Vermächtnis der ehemaligen Häftlinge des KZ Sachsenhausen“.